# Colao 2
Colao 2 es una película dominicana de 2023 dirigida por Frank Perozo y escrita por Miguel Alcántara y Kendy Yanoreth. Protagonizada por Manny Pérez, Nashla Bogaert, Celinés Toribio, Alejandro Nones, Chelsy Bautista, Raymond Pozo y Karen Yapoort, es la secuela del filme Colao de 2017. Fue grabada en Jarabacoa, provincia de La Vega.
El filme se estrenó el 30 de noviembre de 2023.

## Sinopsis
Antonio es un humilde cafetero de Jarabacoa logró conquistar el amor de Laura, una exitosa abogada de Santo Domingo. Para que ella no se desencante de su nueva vida en el campo, idea un proyecto de café orgánico que recibe financiación de uno de los hombres más adinerados del pueblo. El problema es que, para lograrlo, deben negociar con su hija Micaela, quien en el pasado tuvo un romance con Antonio.

## Reparto
- Manny Pérez es Antonio
- Nashla Bogaert es Laura
- Karen Yapoort es Micaela
- Celinés Toribio es Maribel
- Alejandro Nones es Ernesto
- Raymond Pozo es Rafael
- Chelsy Bautista es Estrella
- Miguel Céspedes es Felipe
- Jen Vargas es Maritza
- Ana María Arias es Margó